# Тиреліт
Тиреліт — мінерал, селенід міді, кобальту, нікелю координаційної будови.
Названий за прізвищем англійського геолога Д. У. Тіррелла (D.U.Tyrrell), S.C.Robinson, E.J.Brooker (1952), Н. Д. Сиднєєва (1959).

## Опис
Хімічна формула: (Cu, Co, Ni)3Se4.
Сингонія кубічна. Гексоктаедричний вид. Форми виділення: округлі зерна, фрагменти кубічних кристалів. Густина 6,6. Тв. 3,75. Колір світло-жовтий. Риса чорна. Блиск металічний. Непрозорий. Ізотропний. Гідротермічний. Супутні мінерали: умангіт, берцеліаніт, клаусталіт, пірит.

## Розповсюдження
Рідкісний. Знахідки: округ Ґолдфілдс, провінція Саскачеван (Канада).